# ستلانگی-کولونگا
ستلانگی-کولونگا (به لهستانی:  Stelągi-Kolonia) یک روستا در لهستان است که در گمینا ستردنگ واقع شده‌است. ستلانگی-کولونگا ۱۱۰ نفر جمعیت دارد.